# Преображенский собор (Изюм)
Спа́со-Преображе́нский собо́р — православный храм города Изюма Харьковской области. Построен при основании города (возведении Изюмской крепости) в начале 1680-х годов. Адрес: ул. Старопочтовая, 12.
При церкви действует воскресная школа. Самый старый сохранившийся собор Слобожанщины.

## История
Старейшее сохранившееся здание Изюма и Харьковской области построено в 1684 году в стиле украинского барокко на средства старшины Изюмского полка. Декором напоминает Покровский собор Харькова. Не исключено, что оба храма возводила одна артель.
Пятиглавый собор, имеющий в плане форму креста, освящён в 1684 году, в 1751 обновлён после ремонта. После Полтавской битвы Пётр I подарил храму напрестольное Евангелие. На стенах храма до революции висели трофеи, полученные полком в военных походах. C 12 сентября по 25 сентября 1825 года в соборе молился Александр I, который останавливался в Изюме по дороге на юг России.
C 1846 года по 1866 год на сборы пожертвований храм расширили пристройкой притвора и колокольни с западной стороны. В 1902-03 гг. здание перестроено по проекту инженера М. И. Ловцова: грушевидные главы заменены луковичными, по верху сводов проведены кокошники.
В 1866 году в храме имелись четыре престола: В честь Преображения Господня, в честь Святого Великомученика Дмитрия Солунского, в честь Святого пророка Илии, в честь Святой пророчицы Анны.
В 1930-х годах церковь закрыта для служб. К началу войны собор разграбили и использовали как склад. Осенью 1941 года советская армия при отступлении взорвала колокольню и притвор.
В 1953-55 годах восстановлен из большемерного лекального кирпича в том виде, который собор, по мнению реставраторов, имел до поновлений начала XX века. Железное покрытие кровли в 1983 году заменено на медное.

## Архитектура
Пятибашенный («пятибанный») собор построен в стиле казацкого барокко; по объёмно-пространственной структуре близок к Старочеркасскому собору. К центральному объёму пристроены пятигранники боковых ветвей. Своды, имеющие в разрезе вид трапеции, напоминают «плоские грани деревянных рубленых сводов». На углах фасадов проведены плоские лопатки и колонки с перехватом посередине. Фасады — аркатурный пояс, профилированный цоколь, карнизы — декорированы зубчатым поребриком.
«В интерьере высоко раскрытое пространство воспринимается единым благодаря высоким и широким трехцентровым подпружным аркам, объединяющим ветви собора с центральным объёмом».